# Попко, Константин Степанович
Константин Степанович Попко, используется также ошибочный вариант фамилии — Папко (бел. Канстанцін Сцяпанавіч Папко; 1933 год, деревня Ветчин, Житковичский район, Гомельская область — 2007 год, посёлок Сосны) — звеньевой совхоза «10 лет БССР» Любанского района Минской области, Белорусская ССР. Герой Социалистического Труда (1966).

## Биография
Родился в 1933 году в многодетной крестьянской семье в деревне Ветчин. Трудовую деятельность начал в 1959 году. Работал прицепщиком, полеводом в совхозе «10 лет БССР» Любанского района Минской области. Служил механиком в Советской Армии, после которой в 1956 году поступил в Бобруйскую школу сельской механизации. Продолжил работать трактористом-машинистом в том же совхозе. Позднее возглавлял механизированное звено по выращиванию картофеля.
Участвовал во Всесоюзной выставке ВДНХ в Москве, где получил серебряную медаль.
В 1965 году звено Константина Попко собрало в среднем с каждого гектара по 312 центнеров картофеля. Указом Президиума Верховного Совета СССР от 30 апреля 1966 года удостоен звания Героя Социалистического Труда с вручением ордена Ленина и золотой медали «Серп и Молот».
Позднее трудился механиком по сельхозмашинам, возглавлял один из совхозных участков, который неоднократно занимал передовые позиции по выращиванию продуктов земледелия.
С 1976 по 1993 года — бригадир тракторной бригады совхоза «10 лет БССР».
Скончался в 2007 году в посёлке Сосны.
Сочинения
- 312 центнеров картофеля с гектара / К. С. Папко. — Минск, 1962.